# Raging Thunder
Raging Thunder es un videojuego de carreras de 2006 desarrollado y publicado por Polarbit para J2ME, Symbian, Palm OS, Windows Mobile, iOS y Android.

## Jugabilidad
El juego, que es un juego de carreras arcade en esencia, permite al jugador probar cuatro coches diferentes con distintas habilidades en cuanto a velocidad, aceleración y agarre. Se juega desde una perspectiva en tercera persona y está totalmente renderizado en 3D con el motor Fuse del propio desarrollador. Hay dos métodos de control disponibles. El jugador puede utilizar la pantalla táctil arrastrando el dedo hacia la derecha o hacia la izquierda o el sensor giroscópico inclinando el teléfono. La aceleración y el frenado se realizan arrastrando el dedo hacia arriba y hacia abajo en la pantalla. Al utilizar la pantalla táctil para conducir, es posible activar la aceleración automática. Los coches también tienen funciones de aceleración y de abordaje. Para aumentar la velocidad, el jugador debe recoger objetos coleccionables en forma de relámpago que están dispersos por las pistas y esto le da un poco de potencia adicional brevemente. Además de los relámpagos, también hay calaveras sonrientes que el jugador debe evitar, ya que agotarán la potencia del jugador. Cuando no queda potencia, el coche se ralentiza hasta arrastrarse durante unos segundos. El tackle se puede realizar siempre que el jugador esté cerca de un competidor que luego es enviado a girar.
El juego cuenta con tres modos de juego: arcade, contrarreloj y campeonato. En el modo arcade, el jugador puede competir por todos los niveles y debe llegar a los puntos de control antes de que se acabe el tiempo. En el modo contrarreloj, el jugador puede competir por el tiempo más rápido en cualquier pista que esté desbloqueada. En el modo campeonato, el jugador recibe un pago por las carreras y puede mejorar su coche o comprar uno nuevo. En el modo campeonato, el jugador también desbloquea los niveles que están disponibles en el modo contrarreloj y multijugador.
El modo multijugador está disponible tanto a través de una red inalámbrica local como a través de Internet. Es multiplataforma, lo que significa que jugadores con distintos tipos de dispositivos pueden competir entre sí.

## Recepción
George Roush de IGN escribió: "Raging Thunder no es un juego de carreras lo suficientemente bueno para el precio de $7.99. Quizás cuando llegue a un precio más razonable de $3, podría ceder. Es una pena, también, porque el juego realmente se ve bastante bien y se controla bien, pero sus evidentes problemas lo dejan sin combustible y sin poder cruzar la línea de meta".
Spanner Spencer de Pocket Gamer escribió: "Raging Thunder es un juego de carreras espectacular, increíblemente rápido y que se vuelve famoso a toda velocidad. Si bien no tiene el mismo nivel de refinamiento que Asphalt 4, ofrece la misma emoción y los mismos gráficos llamativos que lo convierten en un juego que vale la pena probar".